# Till Firit

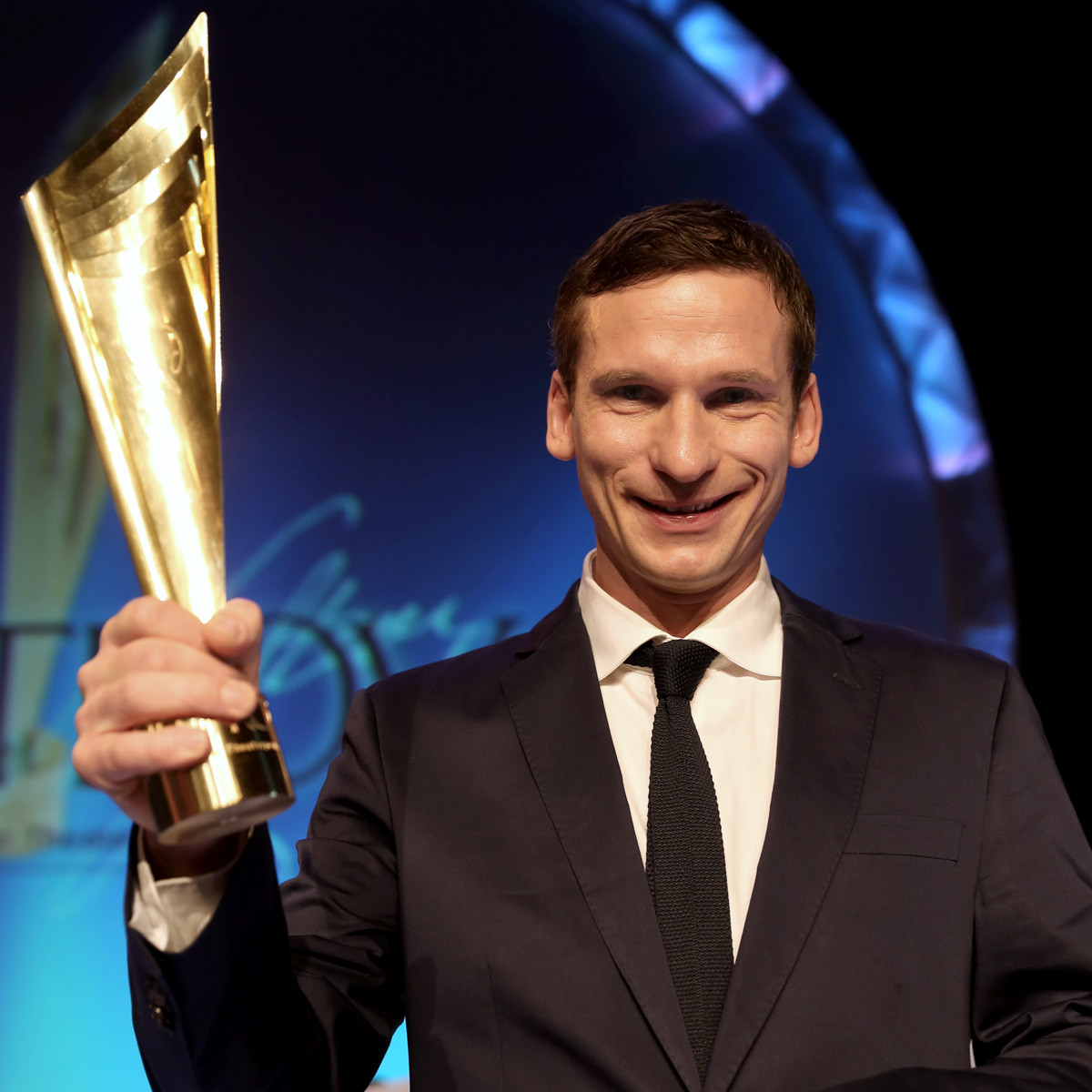
Till Firit (Nestroy-Theaterpreis 2013)

Till Firit (* 10. März 1977 in Leipzig) ist ein deutscher Schauspieler, Hörbuchsprecher und -produzent.

## Leben

### Herkunft, Ausbildung und Theater
Till Firit, der jüngste von zwei Söhnen des Malers und Grafikers Günter Firit (1947–2010) und dessen erster Frau, wuchs mit seinem zwei Jahre jüngeren Bruder in Leipzig auf. Seine Eltern ließen sich scheiden, als er zwei Jahre alt war. 1986 stellte die Familie einen Ausbürgerungsantrag, der letztlich genehmigt wurde. Sie übersiedelte nach München, wo Firit das Benediktinergymnasium Ettal besuchte, wo er eine musische Erziehung erfuhr, die in ihm das Interesse zum Schauspiel weckte. Nach dem Abitur absolvierte er von 2000 bis 2003 schließlich seine Schauspielausbildung an der Hochschule für Musik und darstellende Kunst in Stuttgart. Er schloss dort sein Studium ab und war bis 2006 Teil des Ensemble des Düsseldorfer Schauspielhauses. Von 2006 bis 2014 war er festes Ensemblemitglied des Wiener Volkstheaters. 2013 wurde er mit dem Nestroy-Theaterpreis in der Kategorie Beste Nebenrolle für seine Darstellung des Gutsbesitzers Lewin in der Bühnenfassung von Anna Karenina ausgezeichnet. Von 2016 bis 2018 war am Residenztheater München engagiert. 2019 spielte er in zwei Inszenierungen am Wiener Burgtheater, darunter den Hans Miklas vom Hamburger Künstlertheater in Klaus Manns Mephisto.

### Film, Fernsehen und Hörbücher
2002 gab Firit sein Kameradebüt in der Fernsehserie Sternenfänger in der Episode Thelma und Louise. Seit 2007 steht er auch regelmäßiger in Film- und Fernsehproduktionen vor der Kamera, so neben Joachim Król, Anna Schudt und Birge Schade in Edward Bergers Fernsehdrama Windland und in Roland Langs La Isla Bonita, wo er den Raumfahrer spielte. 2018 besetzte ihn Christian Görlitz neben Bibiana Beglau in dem ARD-Fernsehdrama Sieben Stunden in der Hauptrolle des Sexualstraftäters Petrowski. In der im Juli 2024 uraufgeführten deutsch-slowakischen Kinoproduktion Führer und Verführer verkörperte er die Rolle des nationalsozialistischen Politikers Wolf-Heinrich von Helldorff.

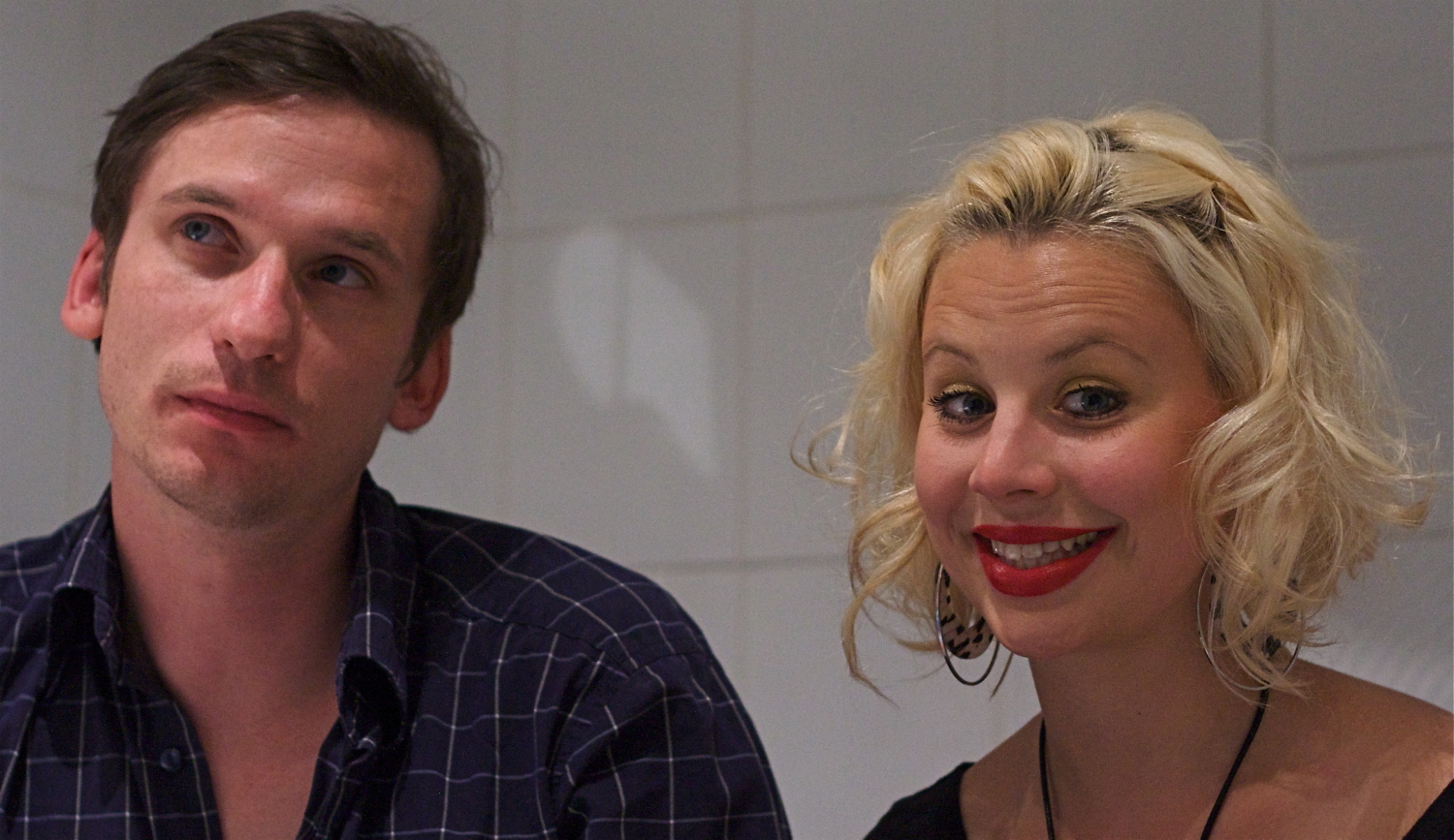
Till Firit mit damaliger Lebensgefährtin Katharina Straßer bei Sigmar Kusdas (2008)

Firit übernahm auch in mehreren Fernsehserien- und reihen Gastrollen, wie etwa in Der Winzerkönig, Schnell ermittelt, Mord in bester Gesellschaft, Polizeiruf 110 und Tatort. Seit 2020 spielt Firit eine durchgehende Hauptrolle an der Seite von Katrin Sass in der ARD-Fernsehreihe Der Usedom-Krimi als Rainer Witt, der Kommissar und Neffe der ehemaligen Staatsanwältin Karin Lossow. 
Neben seinem Wirken als Schauspieler ist Firit Sprecher von Hörbüchern. 2008 gründeten er und sein Bruder den Mono Verlag, einen Hörbuchverlag mit Sitz in Wien, wo er als Sprecher, Produzent und Regisseur tätig ist.

### Privates
Till Firit war fünf Jahre lang mit der österreichischen Schauspielerin und Fernsehmoderatorin Katharina Straßer (* 1984), die er bei einer Aufführung von Arthur Schnitzlers Liebelei am Volkstheater Wien kennenlernte, liiert. Seit 2013 ist er in einer Liaison mit der Schauspielerin, Sprecherin und Sängerin Eva Mayer (* 1982). Das Paar lebt in Wien.

## Filmografie (Auswahl)
- 2002: Sternenfänger (Fernsehserie, Folge Thelma und Louise)
- 2007: Windland
- 2009: La Isla Bonita (Kinofilm)
- 2010: Der Winzerkönig (Fernsehserie, Folge Bleiben und gehen)
- 2011: Wir sind Kaiser (Fernsehserie, Folge Letzte Chance für Deutschland)
- 2012: Schnell ermittelt (Fernsehserie, Folge Werner Demscher)
- 2012: Zimmer 34 (Kinofilm)
- 2012: Ein Fall für zwei (Fernsehserie, Folge Tod im Ring)
- 2015: En mai, fais ce qu’il te plaît (Kinofilm)
- 2016: Dinky Sinky (Kinofilm)
- 2016: Was hat uns bloß so ruiniert (Kinofilm)
- 2017: Mord in bester Gesellschaft – Winters letzter Fall (Fernsehreihe)
- 2018: Sieben Stunden
- 2018: Polizeiruf 110: Tatorte (Fernsehreihe)
- 2020: Tatort: Krank (Fernsehreihe)
- seit 2020 Der Usedom-Krimi (als KHK Rainer Witt)
  - 2020: Nachtschatten
  - 2020: Schmerzgrenze
  - 2020: Vom Geben und Nehmen
  - 2021: Die Macht der Kränkung
  - 2021: Ungebetene Gäste
  - 2021: Der lange Abschied
  - 2022: Gute Nachrichten
  - 2022: Schneewittchen
  - 2022: Am Ende einer Reise
  - 2023: Friedhof der Welpen – 1. Teil der kleinen Trilogie
  - 2023: Geburt der Drachenfrau – 2. Teil der kleinen Trilogie
  - 2023: Schlepper – Finale der kleinen Trilogie
  - 2024: Am Scheideweg
  - 2024: Emma
- 2024: SOKO Wien (Fernsehserie, Folge Eine Chimäre)
- 2024: Führer und Verführer

## Theatrografie (Auswahl)
- 2003: Bertolt Brecht: Baal (Baal), Regie: Steffano de Luca (Wilhelma-Theater)
- 2003: Wolfgang Borchert: Draußen vor der Tür (Beckmann), Regie: Martin Oelbermann (Düsseldorfer Schauspielhaus)
- 2005: Samuel Beckett: Endspiel (Clov), Regie: Till Firit/Alexander Ebeert (Düsseldorfer Schauspielhaus)
- 2005: Gotthold Ephraim Lessing: Nathan der Weise (Tempelherr), Regie: Philip Tiedemann (Düsseldorfer Schauspielhaus)
- 2006: Georg Büchner: Leonce und Lena (Leonce), Regie: Alexander Kubelka (Düsseldorfer Schauspielhaus)
- 2007: William Shakespeare: Macbeth (Macbeth), Regie: Nuran David Calis (Volkstheater Wien)
- 2008: Arthur Miller: Tod eines Handlungsreisenden (Biff), Regie: Dieter Berner (Volkstheater Wien)
- 2009: Anton Tschechow: Drei Schwestern (Tusenbach), Regie: Thomas Schulte-Michels (Volkstheater Wien)
- 2009: Ray Cooney: Außer Kontrolle (George Pigden), Regie: Viktoria Schubert (Volkstheater Wien)
- 2010: Eugene O’Neill: Eines langen Tages Reise in die Nacht (Edmund), Regie: Thomas Schulte-Michels (Volkstheater Wien)
- 2010: Bertolt Brecht: Herr Puntila und sein Knecht Matti (Attaché), Regie: Thomas Schulte-Michels (Volkstheater Wien)
- 2011: Ron Hutchinson: Mondlicht und Magnolien (Ben Hecht), Regie: Viktoria Schubert (Volkstheater Wien)
- 2012: Henrik Ibsen: Nora oder Ein Puppenheim (Torvald Helmer), Regie: Babett Arens (Volkstheater Wien)
- 2012: Lew Nikolajewitsch Tolstoi: Anna Karenina (Lewin), Regie: Stephan Müller (Volkstheater Wien)
- 2012: Edward Albee: Die Zoogeschichte (Jerry), Regie: Dieter Haspel (Garage X, Wien)
- 2013: Mary Chase: Mein Freund Harvey (Elwood P. Dowd), Regie: Katrin Hiller (Volkstheater Wien)
- 2013: Nikolai Gogol: Der Revisor (Ossip), Regie: Thomas Schulte-Michels (Volkstheater Wien)
- 2014: Georges Feydeau: Floh im Ohr (Victor-Emmanuel Chandebise/Poche), Regie: Stephan Müller (Volkstheater Wien)
- 2014: Woody Allen: Spiel’s nochmal, Sam (Allan Felix), Regie: Anselm Lipgens (Volkstheater Wien)
- 2015: Alfred Döblin: Die Geschichte vom Franz Biberkopf (Meck/Karl), Regie: Stephanie Mohr (Schauspiel Frankfurt)
- 2016: Ödön von Horváth: Glaube Liebe Hoffnung (Schupo Alfons Klostermeyer), Regie: David Bösch (Residenztheater München)[4]
- 2017: Lewis Carroll: Alice im Wunderland (verrückter Hutmacher), Regie: Christina Rast (Residenztheater München)
- 2017: Maxim Gorki: Kinder der Sonne (Tierarzt Boris Tscherpurnoj), Regie: David Bösch (Residenztheater München)[5]
- 2018: Ayad Akhtar: Junk (Robert Merkin), Regie: Tina Lanik (Residenztheater München)
- 2018: Henrik Ibsen: Ein Volksfeind (Redakteur Hovstad), Regie: Mateja Koležnik (Residenztheater München)
- 2018: Chris Thorpe: Victory Condition (Mann), Regie: Sam Brown (Residenztheater München)
- 2019: Euripides: Die Bakchen – lasst uns tanzen (Herrscher Pentheus), Regie: Wim Vandekeybus (Cuvilliés-Theater)
- 2019: Michael Frayn: Der nackte Wahnsinn (Roger Trampelmann), Regie: Martin Kusej (Burgtheater Wien)
- 2019: Klaus Mann: Mephisto (Hans Miklas), Regie: Bastian Kraft (Burgtheater Wien)

## Hörbücher (Auswahl)
- 2005: Auguste Lechner: Parzival. megaeins Verlag.
- 2009: Ödön von Horváth: Jugend ohne Gott. Mono Verlag, Wien, ISBN 978-3-902727-97-8.
- 2009: Franz Kafka: Brief an den Vater. Mono Verlag, Wien, ISBN 978-3-902727-91-6.
- 2010: Fjodor M. Dostojewski: Der Spieler. Mono Verlag, Wien, ISBN 978-3-902727-99-2.
- 2010: Thomas Bernhard: Frost. Gekürzte Lesung, departure, Wien.
- 2010: Joseph Roth, Koen Tachelet: Hiob. Sprecher und Sprecherinnen: Ensemble des Volkstheater (Wien) Hörspielregie: Till Firit, Mono Verlag, Wien, ISBN 978-3-902727-88-6.
- 2011: Peter Handke: Wunschloses Unglück, departure, Wien.
- 2011: Clemens Berger: Das Streichelinstitut. Mono Verlag, Wien, ISBN 978-3-902727-89-3.
- 2011: Karl Bruckner: Sadako will Leben. Edition O, Wien.
- 2013: Gerti Senger, Walter Hoffmann: Urkraft Sex – Die männliche Perspektive., Mono Verlag, Wien, ISBN 978-3-902727-34-3.
- 2013: Stefan Zweig: Die Welt von Gestern – Erinnerungen eines Europäers. Sprecher: Peter Vilnai, Aufnahmeleitung: Till Firit, Mono Verlag, Wien, ISBN 978-3-902727-17-6.
- 2015: Dante Alighieri: Die Göttliche Komödie, Inszenierte Lesung, Sprecher Till Firit, Übersetzung Hans Werner Sokop, Audio-CD, ISBN 978-3-903020-13-9.
- 2018: Stefan Frankenberger: …Deine Lise – Die Physikerin Lise Meitner im Exil, Audiobuch, Buchfunk Verlag/Leipzig, ISBN 978-3-86847-423-7.

## Hörspiele
- 2015: David Vogel: Eine Wiener Romanze – Regie: Harald Krewer (Hörspiel, 2 Teile – ORF/DKultur)

## Auszeichnungen
- 2013: Nestroy-Theaterpreis: Beste Nebenrolle für seine Darstellung des Gutsbesitzers Lewin in der Bühnenfassung von Anna Karenina